# Lamborghini Urraco
Lamborghini Urraco — спортивний автомобіль, що випускався компанією Lamborghini з 1970 по 1979 рік.
За традицією автомобілю дали назву, пов'язану з коридою. Уррако — кличка бика зі знаменитої ферми Міура, яка вирощує найлютіших тварин для кориди. За легендою, Уррако вбив трьох матадорів, встановивши своєрідний рекорд, повторений лише через багато років биком по кличці Murciélago (Мурсьéлаго), «Кажан», на честь якого також було названо одну з моделей Lamborghini.
До 1979 року було створено 791 автомобіль.

## Urraco P250
Автомобіль - купе 2+2, спроєктоване Марчелло Гандіні (Marcello Gandini), який у той час працював в дизайнерській компанії Bertone. Автомобіль позиціювали як доступну багатьом альтернативу моделі Lamborghini Miura, аналог моделей-конкурентів Ferrari Dino і Porsche 911.
Хоча автомобіль і показали на Автошоу в Турині в 1970 році, він не був доступний для покупців до 1973 року.

## Urraco P111

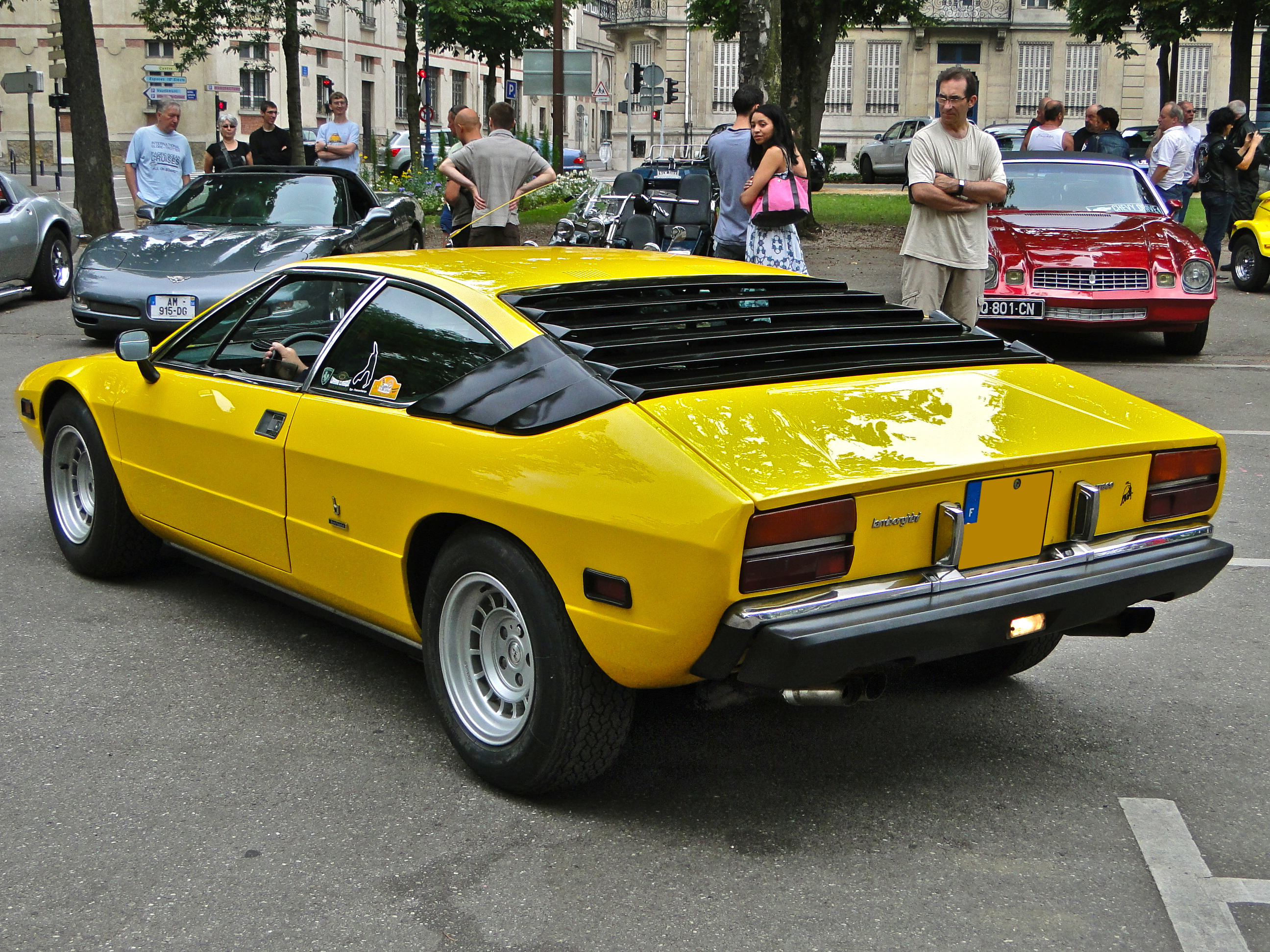
Lamborghini Urraco P111

Модифікація P250 для американського ринку. Для відповідності із законодавством США, ця модель мала збільшені бампери, іншу систему габаритних вогнів і знижену потужність двигуна до 180 к.с.
Побудували 21 автомобіль цієї модифікації.

## Urraco P300

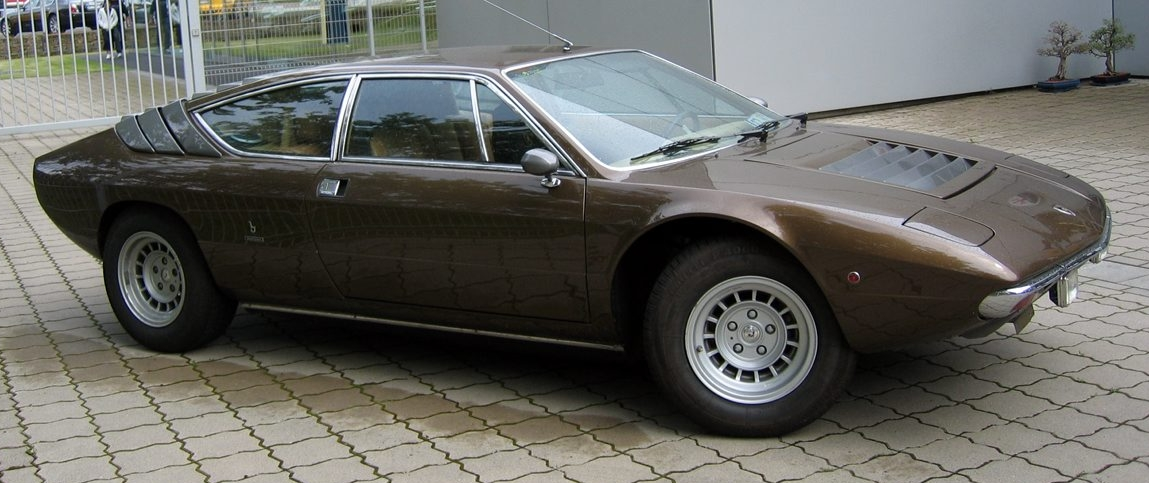
Lamborghini Urraco P300

P300, була обладнана двигуном Lamborghini V8 об'ємом 3.0 літри. Двигун був вдосконалений - він отримав подвійний верхній розподільний вал (DOHC) і ланцюгову передачу. Як результат, потужність цієї модифікації двигуна була вища ніж у Lamborghini V12. Також були внесені зміни в підвіску, коробку передач.

## Urraco P200

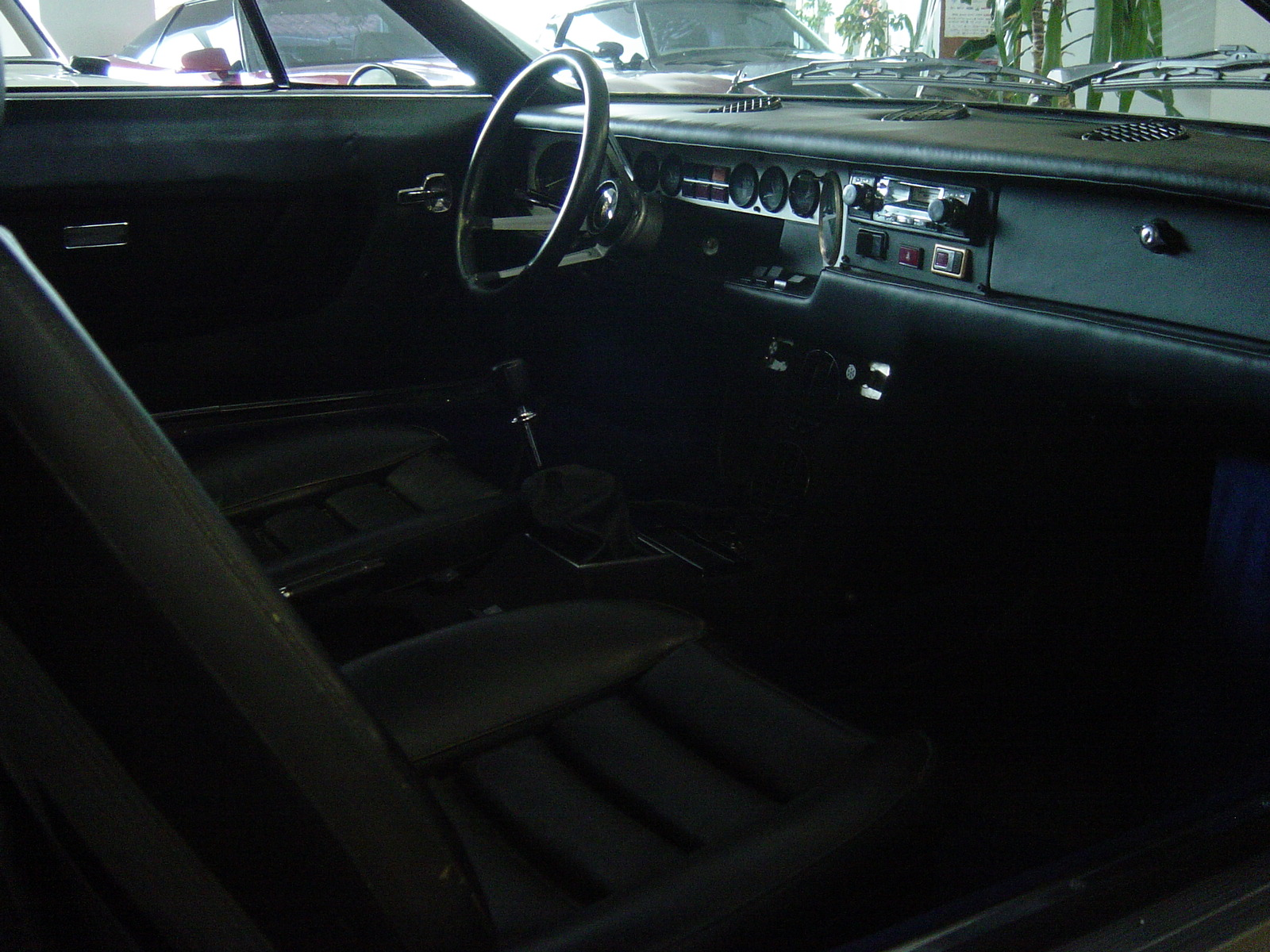

Модифікація була представлена на Автошоу в Турині в 1974 році. Основна відмінність від попередніх модифікацій - зменшений до 1995 см³ (182 к.с.) обсяг двигуна. Модифікація вийшла не дуже успішна, і, як результат було продано всього 66 автомобілів.

## Двигуни
- 2.0 L Lamborghini V8 182 к.с. (P200)
- 2.5 L Lamborghini V8 180 к.с. (P111)
- 2.5 L Lamborghini V8 220 к.с. (P250)
- 3.0 L Lamborghini V8 250 к.с. (P300)